# Corredor Económico China-Paquistão
O Corredor Económico China-Paquistão (CPEC), em inglês:  China–Pakistan Economic Corridor, CPEC, 中国-巴基斯坦经济走廊 ; پاكستان-چین اقتصادی راہداری) é um conjunto de projetos de infrastruturas em construção ou planificadas no Paquistão, com um investimento na ordem de 40 a 62 bilhões de dólares..
O programa visa modernizar rapidamente as infraestruturas do Paquistão e reforçar a sua economia através de redes de transportes modernas, projetos energéticos e zonas económicas especiais (ZEE).. ·  Assinado em 20 de abril de 2015, contribui para o desenvolvimento das relações económicas entre os dois países.
Entre as infrastruturas a construir, está a ligação do porto de Gwadar, no sudoeste do Paquistão, à Região Autónoma de Xinjiang, no noroeste da China, através de uma rede de autoestradas, caminhos de ferro e oleodutos. Este corredor económico é considerado a peça central das relações China-Paquistão e vai estender-se por mais de 3000 km do porto de Gwadar até à cidade de Kasgar. O custo da sua construção está estimado em 46 mil milhões de dólares. O corredor faz parte da iniciativa chinesa da rota marítima da seda do século XXI. De acordo com o jornal indiano Firstpost: "Este é o maior investimento marítimo na China anunciado até agora e o corredor deverá tomar posse em três anos e ser uma parte estratégica da economia regional, que poderia iniciar um longo processo que fará do Paquistão uma nação mais rica e poderosa do que alguma vez na sua história."
O corredor proporcionará ao Paquistão transportes, telecomunicações e infraestruturas energéticas, bem como incentivará o intercâmbio intelectual com a China. Ambas as nações esperam um grande investimento para fomentar as relações bilaterais e transformar o Paquistão numa potência económica regional.

## Projetos
Durante a visita de Xi Jinping, presidente da China, ao Pakistão em 20 de abril de 2015 foram assinados 51 memorandos para vários projetos relacionados com o corredor, que são:
| Projeto                                             | Estado                                                                               |
| --------------------------------------------------- | ------------------------------------------------------------------------------------ |
| Porto de Gwadar                                     | Completo. China detém direitos de operação durante 40 anos a partir de 2015.         |
| Modernização do caminho-de-ferro Karachi–Peshawar   | Estudo de viabilidade em curso.                                                      |
| Linha férrea de Khunjerab                           | Estudo de viabilidade em curso.                                                      |
| Autoestrada Karachi–Lahore                          | Aprovada. Em construção desde 2015.                                                  |
| Linha férrea Havelian-Khunjerab                     | Aprovada.                                                                            |
| Autoestrada de Hazara (E35 expressway)              | Em construção. Espera-se que esteja concluida antes de 2017.                         |
| Oleoduto Irão-Paquistão                             | Em construção. A parte iraniana está concluída.                                      |
| Autoestrada Gwadar-Ratodero                         | Em construção. Espera-se que esteja concluída em 2015.                               |
| Força de apoio ao corredor económico.               | Completado. A divisão armada das forças de segurança custou $250 milhões de dólares. |
| Porto seco de Havelian                              | Estudio de viabilidade em curso.                                                     |
| Linha laranja do metro de Lahore                    | Aprovada.                                                                            |
| Modernização do Aeroporto Internacional de Gwadar   | Aprovada. Espera-se que esteja concluída antes de 2018.                              |
| Laboratório de Biotecnología Sino-paquistanesa      | Aprovada.                                                                            |
| Oleoduto Gwadar-Nawabshah                           | Aprovada.                                                                            |
| Hidroelétrica Suki Kinari                           | Aprovada.                                                                            |
| Centrais termoelétricas de carvão do porto de Qasim | Aprovada.                                                                            |
| Projeto hidroelétrico de Karot                      | Aprovado.                                                                            |
| Projeto de energía solar de Punjab                  | Aprovado.                                                                            |
| Projeto de energía eólica de Jhimpir                | Aprovado.                                                                            |
| Projeto mineiro Thar Block II                       | Aprovado.                                                                            |
| Central termoelétrica de carvão Thar Block II       | Aprovada.                                                                            |
| Desenvolvimento de projetos hidroelétricos privados | Aprovado.                                                                            |
| Projeto de energía eólica de Dawood                 | Aprovado.                                                                            |
| Central termoelétrica de carvão de Hubco            | Aprovada.                                                                            |
| Sistema de comunicação transfronteiriço             | Aprovado.                                                                            |